# Union sportive de Métouia
 (juin 2022).
Si vous disposez d'ouvrages ou d'articles de référence ou si vous connaissez des sites web de qualité traitant du thème abordé ici, merci de compléter l'article en donnant les références utiles à sa vérifiabilité et en les liant à la section « Notes et références ».
Maillots
L'Union sportive de Métouia (arabe : الاتحاد الرياضي بالمطوية), plus couramment abrégé en USM, est un club tunisien de football fondé en 1965 et basé dans la ville de Métouia. 
Lors de la saison 2017-2018 du groupe B de Ligue III, le club termine douzième (sur seize).
Pour la saison 2020-2021, l'USM évolue en Ligue III (poule sud).